# Rodolphe Marcilly
Rodolphe Gaëtan Marcilly (né le 29 juin 1898 à Saint-Servan et mort le 27 mars 1976 dans le 15e arrondissement de  Paris) est un acteur et assistant-réalisateur français.

## Filmographie
- 1930 : Lévy et Cie d'André Hugon
- 1931 : Les Galeries Lévy et Cie d'André Hugon
- 1932 : Le Marchand de sable d'André Hugon - M. Laurey
- 1933 : Le Simoun de Firmin Gémier
- 1934 : Les Nuits moscovites de Alexis Granowski - Uniquement assistant-réalisateur -
- 1935 : Les Yeux noirs de Victor Tourjansky - + assistant réalisateur
- 1936 : Nitchevo de Jacques de Baroncelli - + assistant réalisateur -
- 1936 : Moutonnet de René Sti - L'esthète prétentieux
- 1937 : Feu ! de Jacques de Baroncelli
- 1937 : Mollenard de Robert Siodmak - + assistant réalisateur -
- 1938 : Belle étoile de Jacques de Baroncelli - Uniquement assistant réalisateur -
- 1938 : La Piste du sud de Pierre Billon - + assistant réalisateur -
- 1939 : Courrier d'Asie de Oscar-Paul Gilbert et Rodolphe Marcilly - Sébastien Jacquenotte
- 1939 : Nord-Atlantique de Maurice Cloche - Uniquement assistant réalisateur -
- 1941 : Volpone de Maurice Tourneur - Un Vénitien
- 1941 : La Duchesse de Langeais de Jacques de Baroncelli - Uniquement assistant-réalisateur -
- 1945 : La Fiancée des ténèbres de Serge de Poligny - Uniquement assistant-réalisateur -
- 1946 : L’Idiot de Georges Lampin + assistant réalisateur
- 1949 : Julie de Carneilhan de Jacques Manuel
- 1950 : Le Traqué de Boris Lewin et Frank Tuttle + assistant réalisateur -
- 1951 : Trois femmes d'André Michel - Un garçon de bureau
- 1954 : Madame du Barry de Christian-Jaque
- 1956 : Les Louves de Luis Saslavsky
- 1957 : Donnez-moi ma chance de Léonide Moguy
- 1957 : Les Misérables de Jean-Paul Le Chanois - L'huissier - film tourné en deux époques -
- 1958 : À pied, à cheval et en spoutnik de Jean Dréville
- 1958 : Suivez-moi jeune homme de Guy Lefranc
- 1958 : Les Copains du dimanche de Henri Aisner
- 1959 : Un témoin dans la ville de Édouard Molinaro - Léon
- 1960 : Les Amours de Paris de Jacques Poitrenaud
- 1960 : La Peau et les Os de Jean-Paul Sassy
- 1960 : Les portes claquent de Michel Fermaud et Jacques Poitrenaud
- 1968 : Astérix et Cléopâtre de René Goscinny et Albert Uderzo - voix -